# NGC 2226
NGC 2226 ist ein offener Sternhaufen im Sternbild Einhorn südlich des Himmelsäquators und stellt den Kern von NGC 2225 dar.
Das Objekt wurde zwischen 1882 und 1887 von Edward Emerson Barnard entdeckt.